# يوجين د. أوسوليفان
يوجين د. أوسوليفان (بالإنجليزية: Eugene Daniel O’Sullivan)‏ هو محامي وسياسي أمريكي، ولد في 31 مايو 1883 في الولايات المتحدة، وتوفي في 7 فبراير 1968 في نفس البلد. حزبياً، نشط في الحزب الديمقراطي. وقد انتخب مندوب ‏ (1924 – ) وانتخب عضو مجلس النواب الأمريكي وقد انضم خلال فترته النيابية (3 يناير 1949 – 3 يناير 1951) للكتلة البرلمانية الحزب الديمقراطي.